# Berliner Erinnerungsplakette zur Fluthilfe 2013

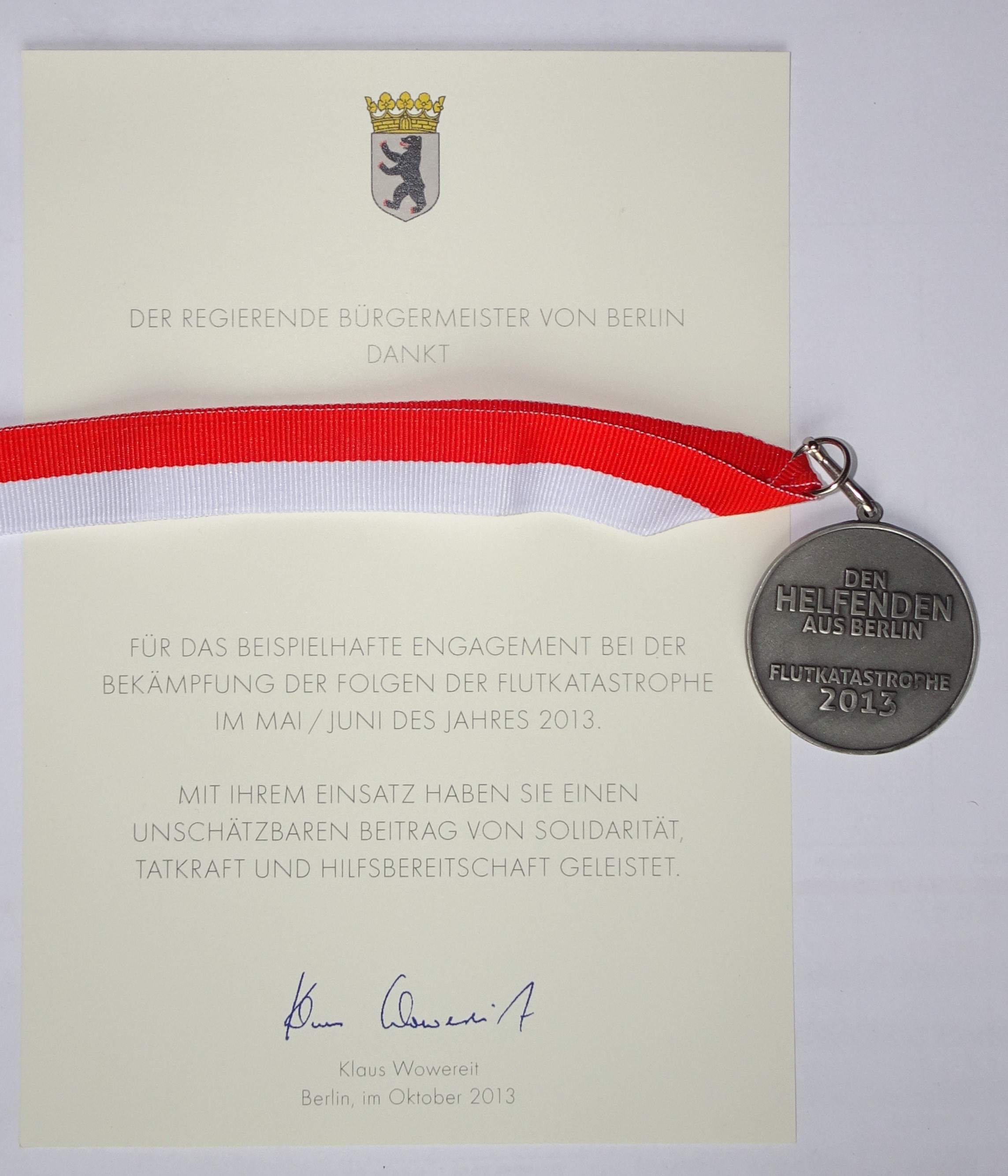
Berliner Erinnerungsplakette mit Urkunde Flut 2013

Der Regierende Bürgermeister von Berlin, Klaus Wowereit, zeichnet mit der Erinnerungsplakette den Helfenden aus Berlin für die Fluthilfe 2013 ehrenamtliche Helfer als Dank für ein Zeichen der Solidarität aus.

## Gestaltung
Die Berliner Plakette „Fluthilfe 2013“ hat die Form einer 45 mm runden, bronzefarbenen Medaille. Auf der Vorderseite steht DEN HELFENDEN AUS BERLIN, der untere Teil der Medaille trägt die Angabe „Flutkatastrophe 2013“. Die Rückseite trägt in der Mitte das Logo beBERLIN mit einem stilisierten Brandenburger Tor und mit einem umlaufenden Text „Der Regierende Bürgermeister von Berlin“. Die Plakette ist mit einer Öse, an einem rot/weißen Ripsband befestigt. Die Bandschnalle besteht aus einem rot/weiß/roten Band mit der Miniatur der Vorderseite der Plakette.

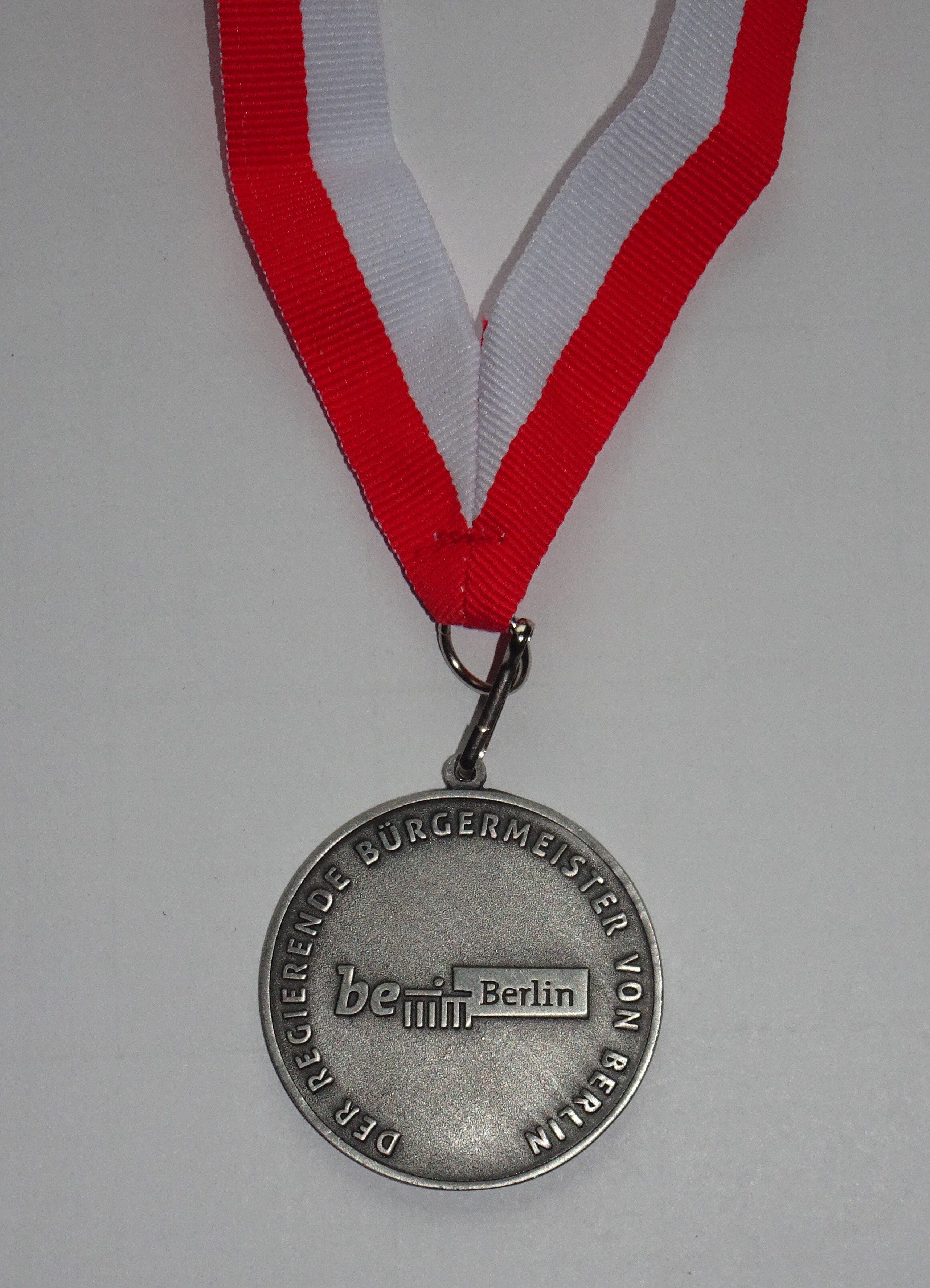
Plakette Flut 2013, Vorderseite
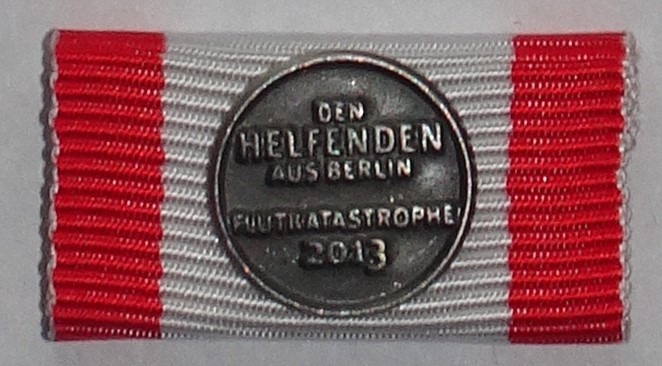
Bandschnalle

## Verleihung
Der Reg. Bürgermeister will nicht nur die hauptamtlichen Helferinnen und Helfer auszeichnen, sondern auch all jene, die sich ehrenamtlich engagiert haben. Sie haben damit ein Zeichen der Solidarität gesetzt, das außergewöhnlich war. Als Dank und Anerkennung wollen wir diesen Einsatz mit einer Plakette auszeichnen. Mit dieser Plakette werden an alle Helfer, die mindestens einen Tag (24 Stunden) Hilfe geleistet haben, ausgezeichnet. Eine Quote für die Verleihung der Plakette bestand nicht. Allerdings mussten alle Anträge zur Auszeichnung bei der Senatskanzlei bis zum 10. Oktober 2013 eingehen.

## Besonderheiten/Sonstiges
- Um die außerordentliche Hilfe der ehrenamtlichen Kräfte von Freiwilliger Feuerwehr, Deutschen Roten Kreuzes und Malteser Hilfsdienstes im Land Berlin, bei der Fluthilfe 2013 hervorzuheben, wurde anlässlich des Geburtstags von Groß-Berlin, am 1. Oktober 2013, je ein Vertreter der ehrenamtlichen Organisationen mit dem Verdienstorden des Landes Berlin ausgezeichnet.[2]
- Bereits beim Hochwasser 2002 wurde vom Reg. Bürgermeister eine ähnliche Erinnerungsplakette[3] an die Helfer vergeben.

## Trageweise
Die passende Bandschnalle zur Berliner Erinnerungsplakette „Fluthilfe 2013“, trägt man auf der linken Seite über der Brusttasche.